# パオロ・フリージ
パオロ・フリージ（伊: Paolo Frisi、1728年4月13日 - 1784年11月22日
、CRSP FRS）は、イタリアの聖職者、数学者、天文学者。

## 経歴

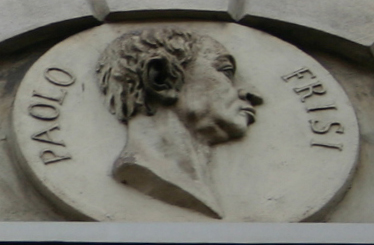
ブレラ通りのカーサ・ベッカリーアのファサードに飾られている、フリージのメダリオン。

1728年、メレニャーノにてジョヴァンニ・マッティーア・フリージ（Giovanni Mattia Frisi）とフランチェスカ・フリージ（Francesca Frisi、旧姓マニエッティ）の間に生まれた。弟に歴史家アントニオ・フランチェスコ・フリージがいる。バルナバ会修道院（後にパドヴァの修道院）で教育を受けた。21歳で地球の形状に関する論文を執筆し、その功績でカルロ・エマヌエーレ3世から招聘を受け、ジャチント・シギスモンド・ゲルディルの後任としてカザーレの大学の哲学教授に抜擢された。自由主義者アルベルト・ラディカーティと関係を築いたために、上官によって、ノヴァーラへ転任して聖職者としての役目を果たすことを強いられた。
1753年、フランス科学アカデミー準会員に選出された。間もなくして、ミラノにあるコレジオ・ディ・サンタアレッサンドロの哲学教授に任命された。この頃、ある若いイエズス会士が地球に関するフリージの論文を厳しく批判したため、フリージはイエズス会に敵意を抱くようになった。後に、イエズス会と敵対していたジャン・ダランベールやニコラ・ド・コンドルセ、百科全書の編集者らと接近することとなる。天文学者として、フリージは地球の1日の動きに関する研究で認識されている。1756年のフリージの作品 De motu diurno terrae はプロイセン科学アカデミーから賞を授与された。1756年、時のトスカーナ支配者レオポルドによって、ピサ大学の数学教授に任用され、8年間働いた。同年に、サンクトペテルブルクの帝国アカデミー準会員及びロンドン王立協会外国人会員、 1758年にベルリン・アカデミー会員、1766年にストックホルム・アカデミー会員及びスウェーデン王立科学アカデミー外国人会員、1770年にコペンハーゲンとベルンのアカデミーの会員に選出された。ヨーロッパの王族から幾度も特別な称号を与えられ、皇后マリア・テレジアからは毎年100ゼッキーノの年金を保証された。
1764年、フリージはミラノのスクオーラ・パラティーンに数学教授の地位を設け、ピウス6世から教会管轄権の解放と世俗司祭就任の許しを得た。 また、友人のピエトロ・ヴェッリが創刊した文芸雑誌 Il Caffèへの寄稿を始めた。1766年、フランスとイングランドを訪れた。1768年にはウィーンを訪問した。フリージは水理学について博識であり、ヨーロッパの運河・水路の管理に関してしばしば相談を受けていた。加えて、建物を守るための避雷針をイタリアに導入した際の功労者だと言われている。
1784年にミラノで没し、サント・アレッサンドロ教会に埋葬された。メレニャーノのある通りやモンツァのある高等学校にはフリージの名が使用されている。

## 作品
- (ラテン語) De motu diurno terrae. Pisa: Giovanni Paolo Giovannelli & C.. (1756)
- Piano de' lavori da farsi per liberare, e assicurare dalle acque le provincie di Bologna, di Ferrara, e di Ravenna. In Lucca: per Vincenzo Giuntini, a spese di Giovanni Riccomini. (1761)
- Del modo di regolare i fiumi, e i torrenti, principalmente del bolognese, e della Romagna. In Lucca: per Vincenzo Giuntini, a spese di Giovanni Riccomini. (1762)
- (ラテン語) De gravitate universali corporum. Milano: Giuseppe Galeazzi. (1768)
- De' canali navigabili trattato del P. D. Paolo Frisi. In Firenze: nella Stamperia Granducale per Gaetano Cambiagi. (1770)
- (ラテン語) Cosmographiae physicae et mathematicae. Milano: Giuseppe Marelli. (1775)
- (イタリア語) Instituzioni di meccanica, d'idrostatica, d'idrometria e dell'architettura statica e idraulica. Milano: Giuseppe Galeazzi. (1777)
- Elogio del cavaliere Isacco Newton. (1778)
- Elogio del signor D'Alembert. In Milano: appresso Giuseppe Galeazzi regio stampatore. (1786)
- Algebra e geometrica analitica (1782)
- Meccanica (1783)
- Saggio della morale filosofica. Lugano: Stamperia della Suprema Superiorità Elvetica. (1755)
- Elogio di Galileo Galilei e di Bonaventura Cavalieri. In Milano: per Giuseppe Galeazzi, Regio Stampatore. (1778)